# 丁一 (1942年)
丁一（1942年—2000年），女，北京人，生于河南郑州，中国演员，原郑州市话剧团演员。曾获得中国电影金鸡奖最佳女配角、中国电影金凤凰奖。